# جون ك. نوكس
جون ك. نوكس (بالإنجليزية: John C. Knox)‏ هو محامي وسياسي أمريكي، ولد في 18 فبراير 1817 في الولايات المتحدة، وتوفي في 26 أغسطس 1880 في الولايات المتحدة.